# Michaela Conrad
Michaela Conrad (* 13. Dezember 1968 in Mittelfranken) ist eine deutsche Schauspielerin sowie Theater-Regisseurin.

## Leben
Michaela Conrad studierte Anglistik und Germanistik in Erlangen und Frankfurt. Durch ihre Rolle als Ela Anders in der ARD-Soap Verbotene Liebe, die Conrad von 1996 bis 1997 spielte, wurde sie im Fernsehen bekannt. Sie stand ab 2001 auf einigen Theaterbühnen, u. a. beim Freien Schauspiel Ensemble Frankfurt oder dem Papageno-Theater.
Ihr Regiedebüt hatte sie 2005 mit "Bunbury" beim Maintheater. Ab 2006 führte sie Regie in der Reihe "Ritter Rost" in den Landungsbrücken Frankfurt, in welcher sie auch schon selbst als Darstellerin mitwirkte.
Michaela Conrad publiziert als Autorin Belletristik, so in der  jungen Welt.

## Filmografie
- 1996–1997: Verbotene Liebe (Fernsehserie, 136 Folgen)
- 1999, 2006: Die Kommissarin (Fernsehserie, 2 Folgen)
- 2005–2006: Ein Fall für Zwei (Fernsehserie, 2 Folgen)